# Karl Erckert

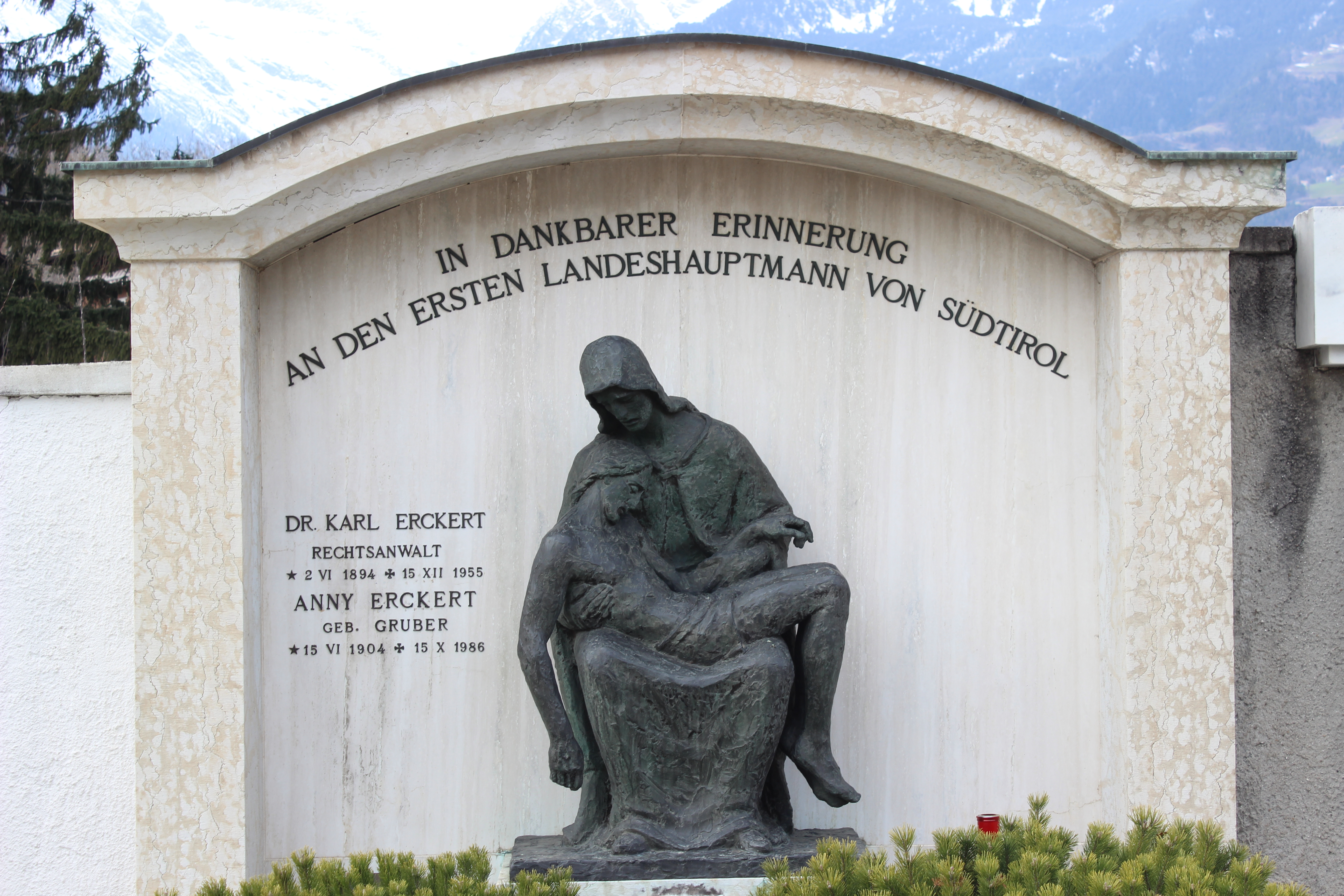
Grab von Karl und Anna Erckert

Karl Erckert (* 2. Juni 1894 in Untermais; † 15. Dezember 1955 in Bozen) war ein Südtiroler Politiker.

## Jugendjahre im Ersten Weltkrieg
Erckert war das älteste der drei Kinder von Georg Erckert, dem Leiter der Gärtnerei der Meraner Kurverwaltung. Erckerts Vater war in der Umgebung von Nürnberg aufgewachsen und nach Meran übersiedelt.
Nach dem Maturaabschluss am Benediktinergymnasium in Meran meldete sich Erckert noch 1914 zum Kriegsdienst und blieb bis zum Ende des Ersten Weltkrieges im Regiment der Kaiserjäger. Er wurde an der Ostfront eingesetzt und verwundet, anschließend an den Monte di Valdella im Trentino versetzt. Erckert kehrte als hoch dekorierter Oberleutnant nach Meran zurück.
In den ersten Nachkriegsjahren studierte Erckert von 1919 bis 1922 an der juristischen Fakultät in Innsbruck. In dieser Zeit war er Mitglied der AV Austria Innsbruck, damals im CV, heute im ÖCV. Nach seiner Promotion praktizierte Erckert bei einem Anwalt und eröffnete später in Südtirol eine eigene Kanzlei.

## Bürgermeister in der Zeit des Nationalsozialismus

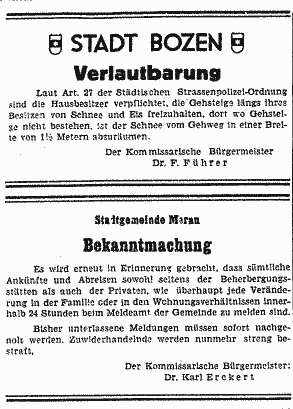
Kundmachungen der beiden kommissarischen Bürgermeister von Bozen (Fritz Führer) und von Meran (Karl Erckert) im Bozner Tagblatt vom 16. Dezember 1944

Im Jahr 1939 hatte sich Erckert im Rahmen des deutsch-italienischen Umsiedlungsabkommens (Option) für die deutsche Staatsbürgerschaft entschieden; er musste der tatsächlichen Umsiedlung in diesen Jahren allerdings nicht Folge leisten. Mit dem Einmarsch der deutschen Wehrmacht in Norditalien und der Errichtung der nationalsozialistischen Operationszone Alpenvorland im Jahr 1943 wurde Erckert noch am 11. Oktober von der Besatzungsmacht zum kommissarischen Bürgermeister von Meran ernannt. Er behielt dieses Amt bis zur militärischen Niederlage des Dritten Reichs im Jahr 1945.

## Erster Landeshauptmann von Südtirol nach 1945
Im Unterschied zu anderen Amtsträgern der Operationszone Alpenvorland, wie beispielsweise Karl Tinzl, wurde Erckert vonseiten der Republik Italien die italienische Staatsbürgerschaft am 23. November 1948 endgültig wieder verliehen, da mehrere Fürsprecher italienischer Muttersprache, darunter auch leitende Mitarbeiter der Gemeinde Meran, für seine Unbescholtenheit plädiert und somit seine rasche Entnazifizierung ermöglicht hatten. Bereits am 24. September 1948 wurde ihm durch die Gemeinde Meran wieder das Wahlrecht verliehen. Erckert konnte sich daraufhin in der neu entstandenen Südtiroler Volkspartei (SVP) als Bezirksobmann im Burggrafenamt betätigen, nachdem er bereits seit November 1945 als Ausschussmitglied in der Zentralleitung der SVP vertreten gewesen war.
Bei den ersten Regionalratswahlen am 28. November 1948 wurde Erckert für die SVP in den Regionalrat Trentino-Südtirol und damit gleichzeitig in den Südtiroler Landtag gewählt. Im Landtag wurde er am 20. Dezember 1948 zum ersten Landeshauptmann der Provinz Südtirol gewählt, obwohl er aufgrund eines Unfalls auf der Fahrt zur konstituierenden Sitzung des Regionalrates erst am 5. Jänner 1949 als Regionalratsabgeordneter vereidigt werden konnte. Nach den Regionalratswahlen von 1952 wurde er in diesem Amt bestätigt.
Erckert unterhielt in dieser Zeit als Exponent der ehemaligen Umsiedler (Optanten) gute Beziehungen zu den ehemals anti-nationalsozialistisch exponierten Dableibern um Erich Amonn und Hans Egarter und bemühte sich um eine Überwindung der Gegensätze zwischen beiden Gruppierungen. In seine Amtszeit als Landeshauptmann in den Kabinetten Erckert I und Erckert II fielen erste unmittelbare Aufgaben des infrastrukturellen Wiederaufbaus, wobei der Bau von Unterkünften für die sogenannten Rücksiedler, die aus dem zerstörten Deutschen Reich nach Südtirol zurückkehrten, eine besondere Herausforderung darstellte.
Erckert verstarb unerwartet am 15. Dezember 1955 in Bozen während einer Sitzung der Südtiroler Landesregierung. Er wurde am 18. Dezember in Meran-Untermais zunächst im Familiengrab und später in einem Ehrengrab des Landes Südtirol beerdigt.

## Familie
Erckert heiratete Anna Gruber (1904–1986, genannt Anny) am 26. November 1930 und hatte mit ihr zwei Söhne, Wilfried (1932–2021) und Karl Heinz (1936–2016, genannt Karlheinz). Wilfried Erckert war Kinderarzt, Karlheinz als Jurist im öffentlichen Dienst tätig, zuletzt als Generaldirektor des Südtiroler Landtags, sowie als Präsident des Diözesaninstituts für den Unterhalt des Klerus (DIUK).

## Ehrungen
- Verschiedene Auszeichnungen für Leistungen im Ersten Weltkrieg, darunter:
  - Eisernes Kreuz, II. Klasse
  - Silberne Tapferkeitsmedaille, I. und II. Klasse
- In Meran ist eine Grundschule nach Karl Erckert benannt.
- In Lana ist ein Park nach Karl Erckert benannt.[4]